# Alles über Anna
Alles über Anna ist eine zehnteilige Familienserie des ZDF mit Valerie Niehaus in der Titelrolle. Die Dreharbeiten fanden vom 12. Juli 2005 bis zum 12. November 2005 in Berlin und Umgebung statt. Produziert wurde die Serie von der Network Movie.

## Besetzung
| Schauspieler         | Rollenname      | Episoden | Zeitraum |
| -------------------- | --------------- | -------- | -------- |
| Valerie Niehaus      | Anna Hoffmann   | 1–10     | 2006     |
| Christoph Grunert    | Benno Hoffmann  | 1–10     | 2006     |
| Dirk Martens         | Frank Verweeg   | 1–10     | 2006     |
| Melika Foroutan      | Melanie Berger  | 1–10     | 2006     |
| Anna Thalbach        | Charly Goldbach | 1–10     | 2006     |
| Oscar Ortega Sánchez | Volker Neuhaus  | 1–10     | 2006     |
| Isabel Tuengerthal   | Doro Brosch     | 1–10     | 2006     |
| Waldemar Kobus       | Atze Schneider  | 1–10     | 2006     |
| Jürgen Tarrach       | Günther Peltzer | 1–10     | 2006     |
| Rainer Basedow       | Heinz Hoffmann  | 1–10     | 2006     |

## Episodenliste
| Nr. (ges.) | Nr. (St.) | Originaltitel             | Erstausstrahlung D | Regie             | Drehbuch                            |
| ---------- | --------- | ------------------------- | ------------------ | ----------------- | ----------------------------------- |
| 1          | 1         | Der goldene Rosmarin      | 16. März 2006      | Ulrich Zrenner    | Christoph Benkelmann                |
| 2          | 2         | Ein unmoralisches Angebot | 23. März 2006      | Ulrich Zrenner    | Christoph Benkelmann                |
| 3          | 3         | Eröffnung mit Folgen      | 6. Apr. 2006       | Ulrich Zrenner    | Christoph Benkelmann                |
| 4          | 4         | Unter Verdacht            | 13. Apr. 2006      | Michael Schneider | Ines Eschmann                       |
| 5          | 5         | Kalt erwischt             | 20. Apr. 2006      | Michael Schneider | Hartmut Block, Christoph Benkelmann |
| 6          | 6         | Falscher Frieden          | 27. Apr. 2006      | Michael Schneider | Nina Bohlmann, Nina Weger           |
| 7          | 7         | Blutsbande                | 4. Mai 2006        | Nicolai Rohde     | Arne Laser                          |
| 8          | 8         | Tabula Rasa               | 11. Mai 2006       | Nicolai Rohde     | Alexander Pfeuffer                  |
| 9          | 9         | Vollmond                  | 18. Mai 2006       | Torsten Wacker    | Nina Bohlmann, Nina Weger           |
| 10         | 10        | Alles auf Anfang          | 25. Mai 2006       | Torsten Wacker    | Christoph Benkelmann                |